# 乌仁娜
乌仁娜·察哈图姬（1968年—），又译“乌仁娜·察哈尔-图格旗”，蒙古族女歌手，生於中國內蒙古自治區鄂爾多斯草原。1989年前往上海音乐学院学习扬琴演奏，对不会汉语的乌仁娜是一大挑战。毕业后，在北京遇到了德国人老锣并结婚，1994年移居德國，之后离婚。於2003年夏天獲得德国RUTH奖最佳国际艺术家榮銜。